# Pianoconcert nr. 3 (Goloebev)
Jevgeni Goloebev componeerde zijn Pianoconcert nr. 3 in 1954. Het werk is opgedragen aan de pianiste Tatjana Nikolajeva, die ook de première verzorgde.
De muziek is voor een pianoconcert uit de jaren 1950-1959 erg traditioneel. Het heeft waarschijnlijk te maken met de ban van de Sovjet-autoriteiten op al te moderne muziek. Men moest in 1948 terug naar de basis van de muziek en muziek schrijven, waarmee het “gewone volk” zich kon verenigen. Golubev kwam met dit pianoconcert aan die eisen tegemoet. De invloed van zijn leermeesters is duidelijk herkenbaar. Het tweede deel vertoont alle kenmerken van de muziek van Nikolaj Mjaskovski, terwijl het derde deel meer in de stijl van Sergej Prokofjev is gecomponeerd.

## Delen
1. allegro ma non tanto molto appassionato
2. Sognando
3. Allegro vivace

## Opname
Van het pianoconcert is een opname verschenen; eerst op elpee, in 2008 gevolgd door een compact disc; de opnamen dateren van 1974 en zijn van Tatjana Nikolajeva met begeleiding door het USSR Symfonie Orkest o.l.v. Nikolaj Anosov. De geluidskwaliteit is voor 1974 matig.

## Bron en discografie
- zie boven op Melodia 10.00925